# 마르셀 오즈나
마르셀 오즈나 이델폰소(Marcell Ozuna Idelfonso 1990년 11월 12일 ~ )는 도미니카 공화국의 야구 선수로 메이저 리그 베이스볼에 소속되어있는 애틀랜타 브레이브스의 외야수이다.
그는 2013년 4월 30일 마이애미 말린스에서 메이저 리그에 데뷔하였다.